# Công nghiệp thể thao
Công nghiệp thể thao (tiếng Anh: sport industry), bao gồm cả ngành công nghiệp bóng đá, là một thị trường trong đó các cá nhân, hoạt động, doanh nghiệp và tổ chức tham gia vào việc sản xuất, tạo điều kiện, quảng bá lăng xê hoặc đứng ra tổ chức bất kỳ hoạt động, trải nghiệm nào, hoặc là các xí nghiệp kinh doanh tập trung vào lĩnh vực thể thao (trong đó có bộ môn bóng đá). Đây là thị trường nơi mà các doanh nghiệp hoặc sản phẩm đem ra bán cho bên mua là lĩnh vực thể thao có liên quan, và cũng có thể là các hàng hóa, dịch vụ, con người, địa điểm hoặc các ý tưởng.